# Die Another Day (Lied)
Die Another Day ist ein Lied von Madonna aus dem Jahr 2002, das von ihr selbst und Mirwais Ahmadzaï geschrieben und produziert wurde. Es ist Teil des Soundtracks zu James Bond 007 – Stirb an einem anderen Tag und erschien auf dem dazugehörigen Soundtrackalbum Die Another Day: Original Soundtrack sowie auf Madonnas neunten Studioalbum American Life.

## Hintergrund
Madonna erhielt im Herbst 1986 das erste Angebot in Höhe von 250.000 Pfund, den Titelsong zu Der Hauch des Todes zu schreiben und eine kleine Rolle im Film zu übernehmen. Madonna stellte die Forderung das Angebot nur dann anzunehmen, wenn ihr Ehemann Sean Penn ebenfalls eine Rolle im Film bekomme. Diese Forderung wurde von den Produzenten jedoch abgelehnt.
Im Frühjahr 2002 erhielt Madonna ein weiteres Angebot für Stirb an einem anderen Tag und sagte diesem zu.

## Musikvideo
Das Musikvideo zu Die Another Day wurde teilweise an den Kulissen gedreht, welche im gleichnamigen Film für die Foltersequenz verwendet wurde. Es enthält viele Details, welche auf vorherige Filme der Reihe anspielen. Neben der Schuhspitze, die in Liebesgrüße aus Moskau auftaucht, sind auch Oddjob mit seiner Melone und die goldene Jill Masterton aus Goldfinger sowie Blofelds weiße Katze zu sehen.
In anderen Sequenzen des Musikvideos fechtet Madonna gegen sich selbst. Dabei ist eine Version von ihr schwarz gekleidet, während die andere ausschließlich weiße Kleidungsstücke trägt. Während die beiden zu Beginn mit üblichen Fechtwaffen kämpfen, verwenden sie gegen Ende des Kampfes Streitäxte.
Die Fechtszene stellt damit einen direkten Bezug zu der Fechtszene im Film Stirb an einem anderen Tag her, in welcher James Bond gegen Gustav Graves fechtet und sich im Laufe ihres Duells die Wahl der Fechtwaffen entfremdet. Zu Beginn dieser Szene hat Madonna einen Auftritt im Film. 

## Rezeption

### Rezensionen
Elton John bezeichnete das Lied als „schlechtesten Bond-Song aller Zeiten“.

### Preise
- Nominierung bei den Golden Globe Awards 2003 als „Bester Filmsong“[4]
- Nominierung bei den Grammy Awards 2004 als „Beste Dance-Aufnahme“ und „Bestes Musik-Kurzvideo“[4]

## Kommerzieller Erfolg

### Chartplatzierungen
| ChartsChartplatzierungen       | Höchstplatzierung | Wochen |
| ------------------------------ | ----------------- | ------ |
| Deutschland (GfK)              | 4 (14 Wo.)        | 14     |
| Österreich (Ö3)                | 2 (14 Wo.)        | 14     |
| Schweiz (IFPI)                 | 4 (19 Wo.)        | 19     |
| Vereinigte Staaten (Billboard) | 8 (17 Wo.)        | 17     |
| Vereinigtes Königreich (OCC)   | 3 (18 Wo.)        | 18     |

| ChartsJahrescharts (2002)    | Platzierung |
| ---------------------------- | ----------- |
| Österreich (Ö3)              | 60          |
| Schweiz (IFPI)               | 44          |
| Vereinigtes Königreich (OCC) | 80          |

### Auszeichnungen für Musikverkäufe
| Land/Region                  | Auszeichnungen für Musikverkäufe (Land/Region, Auszeichnung, Verkäufe) | Verkäufe |
| ---------------------------- | ---------------------------------------------------------------------- | -------- |
| Australien (ARIA)            | Gold                                                                   | 35.000   |
| Belgien (BRMA)               | Gold                                                                   | 25.000   |
| Frankreich (SNEP)            | Silber                                                                 | 125.000  |
| Griechenland (IFPI)          | Gold                                                                   | 10.000   |
| Kanada (MC)                  | 2× Platin                                                              | 20.000   |
| Vereinigte Staaten (RIAA)    | —                                                                      | 184.000  |
| Vereinigtes Königreich (BPI) | Silber                                                                 | 200.000  |
| Insgesamt                    | 2× Silber · 3× Gold · 2× Platin ·                                      | 599.000  |

Hauptartikel: Madonna (Künstlerin)/Auszeichnungen für Musikverkäufe

## Verwendung im Film
Die Another Day ist über die Titelsequenz zu hören, die erneut von Daniel Kleinman gestaltet wurde. Er zeichnet sich für sämtliche der ikonischen Bond-Vorspänne seit 1995 aus mit Ausnahme von dem zu Ein Quantum Trost. 
Das Lied wird durch eine Foltersequenz eingeleitet, bei der Bonds Kopf ein eiskaltes Wasser getaucht wird. Über die gesamte Titelsequenz wird James Bond gefoltert und verschiedene Motive treten dabei in den Vordergrund. Bei den Motiven handelt es sich um Skorpione und Frauensilhouetten, welche einerseits aus Eis, andererseits aus Feuer bestehen. Einige Übergänge innerhalb der Titelsequenz erinnern an das Funkeln von Diamanten.